# 1905 en philosophie
Chronologie de la philosophie
- 1901
- 1902
- 1903
- 1904
- 1905
- 1906
- 1907
- 1908
- 1909

L’année 1905 a été marquée, en philosophie, par les événements suivants :

## Publications
- De la dénotation, de Bertrand Russell.

## Naissances
- 8 janvier : Carl Gustav Hempel (Allemagne, -1997)
- 13 janvier : Jan Stachniuk (Pologne, -1963)
- 17 janvier : Romano Amerio (Suisse, -1997)
- 2 février : Ayn Rand (Russie-USA, -1982)
- 7 février : Paul Nizan, philosophe français, mort en 1940
- 14 mars : Raymond Aron (France, -1983)
- 26 mars : Viktor Frankl (Autriche, -1997)
- 1er avril : Emmanuel Mounier (France, -1950)
- 11 avril : Wilhelm Weischedel (Allemagne, -1975)
- 22 mai : Paul Oskar Kristeller (Allemagne, -1999)
- 23 mai : Ramiro Ledesma Ramos (Espagne, -1936)
- 6 juin : Georges Chehata Anawati (Égypte, -1994)
- 21 juin : Jean-Paul Sartre, philosophe français, mort en 1980
- 12 juillet : Nicola Chiaromonte (Italie, -1972)
- 2 septembre : Knud Ejler Løgstrup (Danemark, -1981)
- 5 septembre : Arthur Koestler (Hongrie-Angleterre, -1983)
- 30 septembre : Savitri Devi (Grèce-France, -1982)
- 10 octobre : Maximilien Rubel (Autriche, -1996)

## Décès
- 19 janvier : Debendranath Tagore, philosophe indien, né en 1817.
- 2 février : Adolf Bastian (Allemagne, 1826-)
- 6 mars : Augusto Conti (Italie, 1822-)
- 11 juillet : Mohamed Abduh (Égypte, 1849-)
- 30 novembre : Vincenzo Lilla (Italie, 1837-)
- ? : Thomas Achelis (Allemagne, 1850-)
- ? : Ercole Roselli (Italie, 1818-)